# 昆明袁嘉谷旧居
昆明袁嘉谷旧居，位于中国云南省昆明市五华区华山街道翠湖北路5号，建于1920年，系是云南历史上唯一的状元袁嘉谷自建的宅院。

## 歷史
袁嘉谷当时作为云南大学教授，在此居住18年，直至去世。中华人民共和国成立后，旧居被云南大学收购，作教职工的宿舍和学生宿舍。现在花园已经不存，但楼房保存完好。

## 現況
现存宅院为走马转角楼合院式建筑。坐北朝南，土木结构，占地面积510平方米，建筑面积756平方千米。北面正房五间，明间和次间为三层，单檐歇山顶。梢间和其他三坊皆为两层，硬山顶。东侧厢房下部明间为门厅，二楼外侧设有游廊。装饰简朴。
旧居在2011年公布为昆明市重点文物保护单位。2019年2月21日公布为第八批云南省文物保护单位。